# 地形突起度
地形突起度（英語：topographic prominence）指一座山峰高於其周圍不包圍更高山峰的最低等高線的高度，用以衡量山峰的獨立性。

## 定義

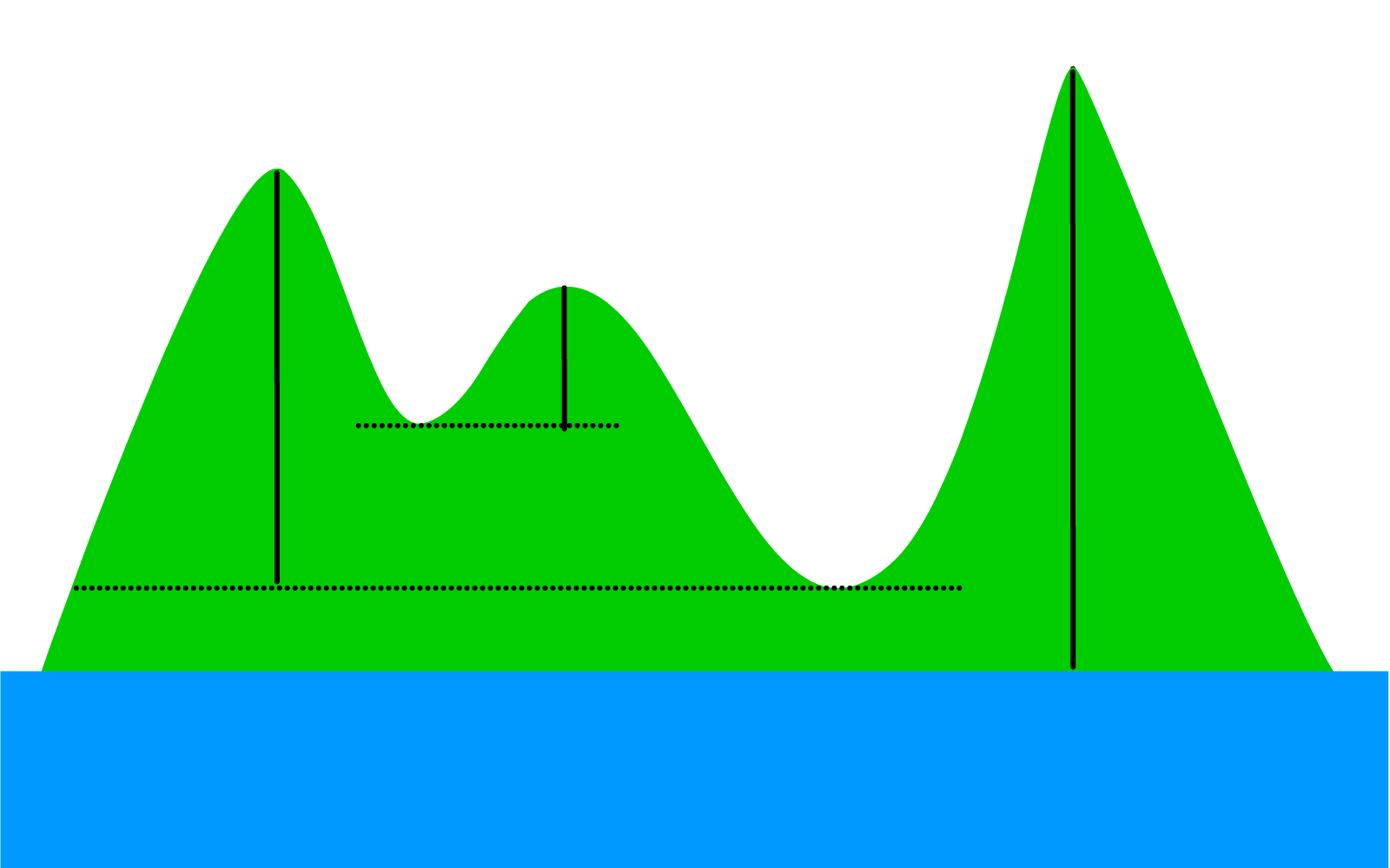
地形突起度的示意圖。在一個獨立的大陸或海島上，實線所標示的是該山峰的突起度（P），即到達更高點所需下降的最小高度。虛線則是山頂到母峰所需經過的主鞍部（Key col）平面。如果突起度等同於海拔，那麼這座山峰就是大陸或島上的最高點（如最右的山峰）。

- 包圍一座山峰而不包圍更高山峰的最低等高線，與這座山峰的高度差，稱為該山峰的突起度。
- 每一座島嶼或大陸的最高峰之地形突起度等於其海拔。
- 如果一座山峰的地形突起度為P公尺，則欲從該座山到任何一座更高的山峰，至少必須下降P公尺。
- 連接一座山峰到其周圍更高地形的稜線上，所必要經過的最低點，稱為主山坳（key col）。
- 通過主鞍部後（不下降到更低高度），能到達的最高峰，稱為該座山的母峰（parent peak）。

地形突起度 1500 公尺以上的山稱為极端突出类山峰，世界上大有 1,524 座。